# Ernest Picard

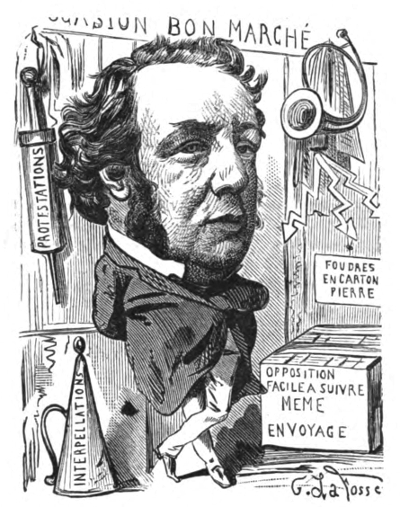
Caricatura d'Ernest Picard apareguda a Le Trombinoscope de Touchatout el 1872

Ernest Picard (París, 24 de desembre de 1821 - París, 13 de maig de 1877) fou un advocat i polític francès.

## Biografia
Advocat al tribunal de París, Ernest Picard es fa ràpidament una clientela important gràcies a la seva facilitat de paraula a les audiències. És escollit diputat del  Sena el 1858 i s'entesta, en els seus discursos, a tractar especialment les preguntes de finances i administratives. Anomenat «l'espiritual diputat del Sena», destaca a l'Assemblea pel seu verb.
Escollit de nou el 1863, s'eleva amb força contra l'annexió dels afores de París i condueix ardents campanyes contra el prefecte Haussmann. Escollit de nou el 1869 al Sena i a l'Hérault, opta per aquest departament per tal de reservar l'elecció a París a un membre de l'oposició. Esdevé a l'Assemblea el cap de l'«esquerra oberta», admetent la possibilitat d'adaptar-se al  Segon Imperi, però vota contra la declaració de la guerra a Prússia.
Esdevingut, el 4 de setembre de 1870, membre del govern de defensa nacional i ministre de finances, contrasigna l'abolició de l'impost del segell sobre els diaris tot aixecant-se contra les mesures que graven les finances. El 25 de gener de 1871, acompanya Jules Favre a Versalles per tractar de la capitulació de cara a  Bismarck, després negocia amb els banquers parisencs els 200 milions de la contribució de guerra reclamada pel canceller prussià.
A l'escrutini de 1871 per a l'Assemblea nacional, fracassa a París, però és escollit a  Seine-et-Oise i a  Meuse. Opta per Meuse, va a Bordeus i lliura la seva dimissió de ministre, però és de seguida cridat per  Thiers per prendre la cartera d'interior al nou gabinet. Picard procedeix a una revisió prefectoral important i pren part activa a les mesures contra la Comuna de París i contra els aixecaments de diverses ciutats de província. Atacat pels republicans i pels monàrquics, ha de dimitir després de la desfeta de la Comuna. Thiers li proposa de fer-se governador del Banc de França, però Picard prefereix el lloc d'ambaixador a Brussel·les. L'Assemblea l'anomena senador inamovible el 1875.